# حوزه انتخابیه بیست‌وچهارم فلوریدا
حوزه انتخابیه بیست‌وچهارم فلوریدا یک حوزه انتخابیه مجلس نمایندگان آمریکا است که در ایالت فلوریدا قرار دارد.